# Zaplana (gmina Logatec)
Zaplana – wieś w Słowenii, w gminie Logatec. W 2018 roku liczyła 66 mieszkańców.